# Шомерсан
Шомерсан (фр. Chaumercenne) насеље је и општина у источној Француској у региону Франш-Конте, у департману Горња Саона која припада префектури Везул.
По подацима из 2011. године у општини је живело 151 становника, а густина насељености је износила 30,51 становника/km². Општина се простире на површини од 4,95 km². Налази се на средњој надморској висини од 285 метара (максималној 292 m, а минималној 228 m).

## Демографија
| 1962. | 1968. | 1975. | 1982. | 1990. | 1999. | 2011. |
| ----- | ----- | ----- | ----- | ----- | ----- | ----- |
| 142   | 160   | 133   | 129   | 141   | 138   | 151   |

График промене броја становника у току последњих година